# Monastère Saint-Nicolas de Pereslavl-Zalesski
Pour les articles homonymes, voir Monastère Saint-Nicolas.
Le monastère Saint-Nicolas (ou monastère Nikolsky) est un monastère du Patriarcat de Moscou et de toute la Russie, situé à Pereslavl-Zalesski en Russie.

## Histoire

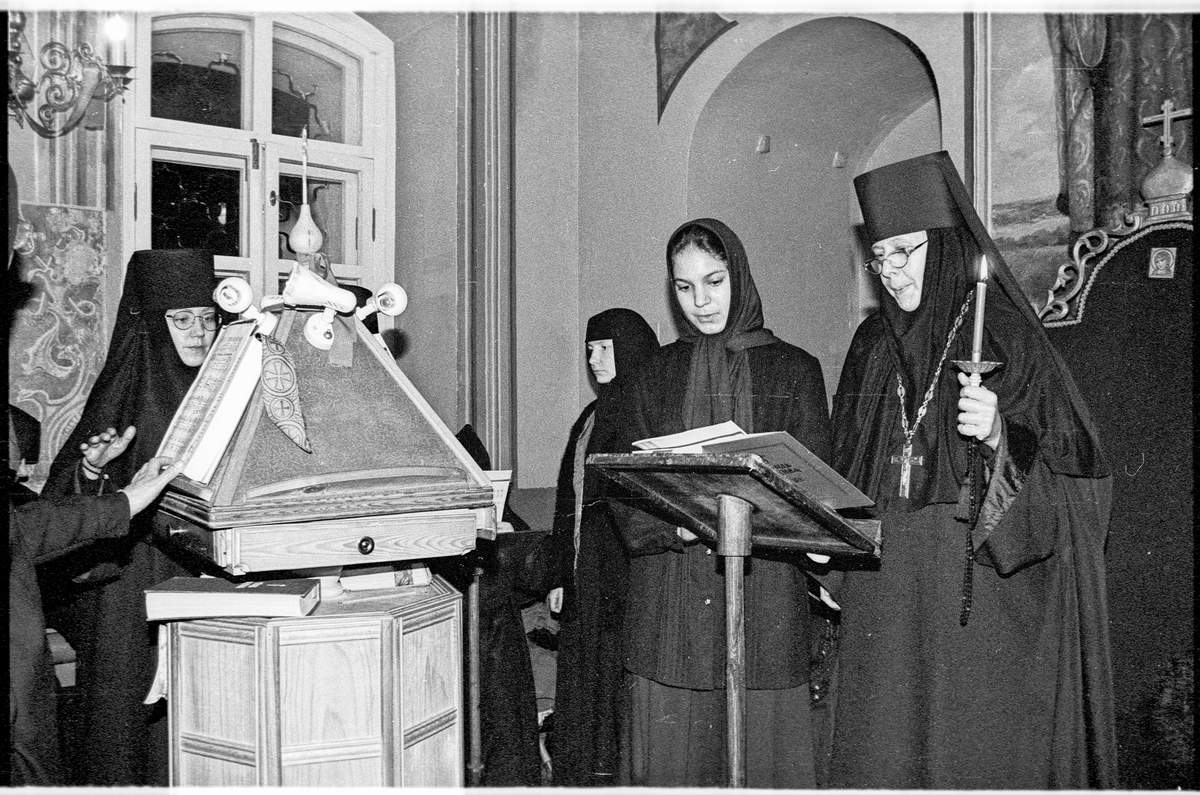
Célébration de Pâques dans l'église de l'Annonciation au monastère.

Le monastère a été fondé au XIVe siècle par saint Dimitri de Prilouki. Plusieurs églises se trouvent sur le site ; la cathédrale Saint-Nicolas a été construite au XVIIIe siècle et possède une forme pyramidale. Deux des églises les plus anciennes du monastère ont survécu aux temps actuels, l'église Saints-Pierre-et-Paul et l'église-réfectoire de l'Annonciation. L'église de style baroque Saints-Pierre-et-Paul a été construite au milieu du XVIIIe siècle. L'église de l'Annonciation a été construite en 1748, également dans le style baroque.
Le monastère Saint-Nicolas a été en grande partie détruit pendant la période soviétique, mais il a été l'objet de rénovations depuis 1999.